# Pablo de Jérica
Pablo de Jérica (o Xérica) (Vitoria, 15 de enero de 1781-Cagnotte, Francia, 1841) fue un poeta y periodista afrancesado español.

## Biografía
Primogénito de una familia de comerciantes. Estudió filosofía en el convento de dominicos de su ciudad natal. Mientras se preparaba para cursar leyes en la Universidad de Oñate, hizo una traducción en romance endecasílabo de las Heroidas de Ovidio. En 1804 imprime sus Cuentos jocosos en diferentes versos castellanos (Valencia, 1804) y se traslada a Cádiz para dirigir los negocios familiares; allí da a luz una traducción dramática del francés Picard, Los títeres o lo que puede el interés (Cádiz, imprenta de Quintana, 1807), y aprende italiano, inglés y portugués. Colaboró en El Redactor General dando a conocer sus opiniones de liberal exaltado y anticlerical. Frecuenta la tertulia del Café de la Esperanza y, entre 1811 y 1813, redacta el Diario Mercantil bajo las iniciales P. J. y C.; las escasas colaboraciones de 1813 derivan de su viaje a La Coruña, donde había algunos amigos suyos refugiados como Valentín de Foronda y Marcelino Calero, o intelectuales como Manuel Pardo de Andrade, con quien coincidió en la redacción de El Ciudadano por la Constitución, donde este colaboraba desde 1812. En sus páginas, como en la de los diarios de Cádiz, Jérica apostó por una poesía de combate ideológico que cambiara la mentalidad tradicional del pueblo; ataca el servilismo y a la Inquisición. En La Coruña, Jérica se convierte en secretario de la Junta de Censura y Protección de la Libertad de Imprenta desde noviembre de 1813. A principios de marzo del año siguiente volvió a su ciudad natal y escribe en el Correo de Vitoria.
La persecución a los liberales que desató el Manifiesto de los Persas le acarreó un primer proceso por sus actividades en La Coruña, sentenciado con un destierro en Melilla por diez años y un día. Un segundo proceso, incoado por la publicación de algunos artículos en el Correo de Vitoria, lo sentenció a seis años de presidio en Pamplona. No obstante, pudo escapar de ambas sentencias ocultándose en Deva y exiliándose después a Dax (Francia); también sus Ensayos poéticos (Valencia, 1814), contenían algunos cuentos que había publicado en 1804 y fueron prohibidos por la Inquisición. El Reino de España cursa constantes peticiones de devolución en 1814, pues lo considera un reo de estado; la propia policía francesa lo reclama en 1817, cuando residía en Bayona (Francia); fue encarcelado en varias ocasiones y finalmente puesto en libertad en Pau.
De vuelta a su ciudad natal cuando lo hizo posible el Trienio Liberal (1820-1823), fue comandante de los Voluntarios Constitucionales, miembro de la Junta de Censura, de la Diputación provincial de Álava y finalmente, en 1823, alcalde constitucional de Vitoria, lo que, a la invasión de los «Cien mil hijos de San Luis» (1823) le supuso un nuevo arresto y exilio a Francia. Naturalizado francés, casado con la francesa Victoria de Caubotte, hija de la baronesa de Castelnau, con quien tendrá cuatro hijos, y establecido en Dax, no dejó por ello de ocuparse en escribir: publicó una Colección de cuentos, fábulas, descripciones, anécdotas, diálogos selectos (Burdeos, 1831), entresacados de diversas comedias barrocas, así como una Miscelánea instructiva y entretenida (Burdeos, 1836) y unas Letrillas y fábulas (Burdeos, 1837) donde reúne la labor satírica realizada en verso durante su etapa como periodista.
Jérica utiliza la ironía, la sátira y una gran habilidad para la caricatura, así como la final pincelada costumbrista, no ya para entretener a un lector que no tiene otra exigencia que la de llenar sus ratos de ocio, sino para introducir de tapadillo su mensaje de revolucionario liberal; de ahí su aparente inclinación a la literatura festiva. Está a sus anchas en el género del epigrama en verso:
Aquí Fray Diego reposa;
en su vida no hizo otra cosa.

## Obra
- Cuentos jocosos en diferentes metros castellanos, (Valencia, 1804).
- Ensayos poéticos (Valencia, 1814 y París, 1817).
- Poesías (Vitoria, 1822),,,,,
- Poesías (Burdeos, 1831)
- Colección de cuentos, fábulas, descripciones, anécdotas, diálogos selectos (Burdeos, 1831)
- Miscelánea instructiva y entretenida (Burdeos, 1836)
- Letrillas y fábulas (Burdeos, 1837)
- Los títeres, o Lo que puede el interés (Cádiz, 1807), comedia en prosa en cinco actos. traducida del francés.
- Los serviles o El nuevo periódico. Cádiz, 1811. Comedia original en un acto.